# Мюонный катализ
Мюо́нный ката́лиз ядерных реакций синтеза (англ. muon catalyzed fusion, MCFusion, MCF), или просто мюонный катализ — процесс, облегчающий слияние ядер, например, изотопов водорода, происходящий при участии отрицательно заряжённых мюонов. Реакция синтеза проходит при относительно низкой температуре в отличие от классического термоядерного синтеза. В настоящее время не может быть использована в термоядерном синтезе, так как невыгодна из-за высоких энергетических затрат на получение мюонов.
Сущность процесса состоит в следующем: отрицательно заряженный мюон (нестабильная частица с временем жизни τμ=2,2⋅10−6 с и массой mμ=206,769 me), попадая в смесь изотопов водорода, образует там мезоатомы — атомы, в которых электрон заменён мюоном, — атомы протон-мюон (Н-μ), дейтрон-мюон (D-μ) и тритон-мюон (T-μ), которые, сталкиваясь затем с молекулами Н2, D2 и Т2 (а также с молекулами HD, НТ и DT), образуют мезомолекулы НН-μ, HD-μ, HT-μ, DD-μ, DT-μ и TT-μ (или, точнее, мезомолекулярные ионы (HH-μ)+, (HD-μ)+ и т. д.).
Поскольку мюон примерно в 207 раз тяжелее электрона, то размеры мезомолекул во столько же раз меньше размеров молекулярных ионов H2+, HD+ и т. д., в которых ядра удалены друг от друга в среднем на расстояние в две атомные единицы ~2a0 = 2h2/mee2 ≈ 10−10 м. В мезомолекулах ядра удалены на расстояние примерно в две мезоатомных единицы ~2aμ = 2h2/mμe2 ≈ 5⋅10−13 м, причем такое сближение происходит при обычных температурах. На такое же расстояние сближаются ядра изотопов водорода при кинетической энергии ~3 кэВ, что соответствует ~30 миллионам градусов, которая сравнима с температурой, достигнутой в современных экспериментальных высокотемпературных термоядерных установках.
После образования мезомолекул DDμ, DTμ и TTμ чрезвычайно быстро, за время τ порядка 10−9…10−12 с, происходит слияние их ядер за счет сильного взаимодействия в реакциях:
{\displaystyle \mathrm {D} +\mathrm {D} \ \rightarrow \ \mathrm {p} +\mathrm {T} +4{,}032\;\mathrm {MeV} ,}
{\displaystyle \mathrm {D} +\mathrm {D} \ \rightarrow \ \mathrm {n} +{}^{3}\!\,\mathrm {He} +3{,}268\;\mathrm {MeV} ,}
{\displaystyle \mathrm {D} +\mathrm {T} \ \rightarrow \ \mathrm {n} +{}^{4}\!\,\mathrm {He} +17{,}589\;\mathrm {MeV} ,}
{\displaystyle \mathrm {T} +\mathrm {T} \ \rightarrow \ 2\,\mathrm {n} +{}^{4}\!\,\mathrm {He} +11{,}332\;\mathrm {MeV} .}
В мезомолекулах с протоном HDµ и HTµ скорость слияния ядер малая (время жизни до слияния ~10-6 с) в таких реакциях:
{\displaystyle \mathrm {p} +\mathrm {D} \ \rightarrow \ {}^{3}\!\,\mathrm {He} +\gamma +5{,}4\;\mathrm {MeV} ,}
{\displaystyle \mathrm {p} +\mathrm {T} \ \rightarrow \ {}^{4}\!\,\mathrm {He} +\gamma +19{,}814\;\mathrm {MeV} ,}
так как определяется относительно слабым электромагнитным взаимодействием.
Поскольку эти реакции в мезомолекулах идут в присутствии мюона µ−, то для каждой из них возможны три исхода, а именно, мюон может или освободиться, или же образовать мезоатом гелия или распасться. Свободный мюон может катализировать следующую реакцию синтеза, а мюон, захваченный ядром гелия (альфа-частицей) — нет, также, происходят распады мюонов на электроны и антинейтрино, время жизни мюона около 2,2 мкс.
Таким образом, число реакций синтеза Xc, инициируемых одним мюоном, ограничено величиной коэффициента прилипания мюона к гелию (≈ 0,5…1 %) и их распадами.
Экспериментально удалось получить значения Xc≈100, то есть один мюон способен высвободить энергию в 100 × 14 МэВ = 1,4 ГэВ. Но эта величина все же меньше, чем энергетические затраты на производство самого мюона на ускорителе (5…10 ГэВ для пучка дейтронов). Таким образом, мюонный катализ пока энергетически невыгодный процесс. Коммерчески выгодное применение мюонного катализа для производства энергии возможно при Xc свыше 104.
Также предлагалось использование мюонного катализа для ядерного бридинга путём получения большого потока нейтронов в управляемой термоядерной реакции и использования нейтронов для последующей трансмутации урана-238 в плутоний-239.